# Uvaricine
L'uvaricine est une lactone d'acide gras bistétrahydrofuranoïde et le premier composé isolé de la classe des acétogénines, à partir de racines d'Uvaria acuminata, une annonacée. Ces molécules présentent des propriétés anticancéreux semble-t-il par inhibition de la NADH déshydrogénase des mitochondries. Une première méthode de synthèse a été publiée en 1983, et un procédé amélioré offrant une meilleure stéréosélectivité l'a été en 2001.